# Алі Даеї
Алі Даеї (перс. علی دایی; [ʔæliː dɑːjiː];  азерб. Əli Dayi, нар. 21 березня 1969, Ардебіль, Іран) — колишній іранський футболіст азербайджанського походження, що грав на позиції нападника. По завершенні ігрової кар'єри — футбольний тренер.
Посол доброї волі ООН. З 2004 по 2021 рік був володарем світового рекорду за кількістю голів, забитих за національну збірну — 109 голів, який у 2021 році був перевершений Кріштіану Роналду. Займає 7 місце серед гравців Азії XX століття в рейтингу IFFHS.
Як гравець насамперед відомий виступами за ряд німецьких клубів, а також національну збірну Ірану.

## Клубна кар'єра
Народився 21 березня 1969 року в місті Ардебіль. Вихованець футбольної школи клубу «Естеглал».
У дорослому футболі дебютував 1988 року виступами за «Естеглал». Згодом виступав за місцеві клуби, після чого відправився в катарський «Ас-Садд».
Влітку 1997 року став гравцем німецької «Армінії» (Білефельд), але за підсумками сезону комнада зайняла останнє 18 місце в Бундеслізі і Даеї перейшов до одного з лідерів чемпіонату — «Баварія», з якою в першому ж сезоні виборов титул чемпіона Німеччини.
Проте, не будучи задоволеним своїм становищем, влітку 1999 року Аліперейшов до столичної «Герти», разом з якою двічі ставав володарем Кубка Німецької Ліги. Відіграв за берлінський клуб наступні три сезони своєї ігрової кар'єри, після чого перейшов в еміратський «Аль-Шабаб».
Влітку 2003 року повернувся на батьківщину, ставши гравцем «Персеполіса», але, провівши там лише один сезон, перейшов у «Саба Баттері».
Завершив професійну ігрову кар'єру у клубі «Сайпа», за який виступав протягом 2006—2007 років як граючий тренер.

## Виступи за збірні
6 червня 1993 року дебютував в офіційних матчах у складі національної збірної Ірану в грі проти збірної Пакистану.
У складі збірної був учасником трьох кубків Азії (1996 року в ОАЕ, на якому команда здобула бронзові нагороди, 2000 року у Лівані та 2004 року у Китаї, на якому команда здобула бронзові нагороди), а також двох чемпіонатів світу (1998 року у Франції та 2006 року у Німеччині).
Протягом кар'єри у національній команді, яка тривала 14 років, провів у формі головної команди країни 149 матчів, забивши 109 голів.
2002 року також залучався до складу олімпійської збірної Ірану, за яку зіграв 3 офіційні матчі, забивши 3 голи.

## Кар'єра тренера
Завершивши ігрову кар'єру, залишився тренером «Сайпи», проте 2008 року очолив збірну Ірану. Під його керівництво збірна провалила відбір на ЧС-2010 року, через що тренера було звільнено.
28 грудня 2009 року очолив «Персеполіс». Разом з клубом двічі поспіль виграв Кубок Ірану, після чого влітку 2011 року очолив «Рах Ахан».
20 травня 2013 року Алі повернувся на посаду головного тренера «Персеполіса».

## Титули і досягнення

### Клубні
- Чемпіон Ірану: 1995/96, 2006/07
- Чемпіон Німеччини: 1998/99
- Володар Кубка Німецької Ліги: 1998/99, 2000/01, 2001
- Фіналіст Ліги чемпіонів: 1998/99
- Володар Кубка Ірану: 2004/05
- Володар Суперкубка Ірану: 2005

### Збірна
- Переможець Азійських ігор: 1998, 2002
- Бронзовий призер Кубка Азії: 1996, 2004
- Переможець Чемпіонату Західної Азії: 2004, 2008

### Особисті
- Володар світового рекорду за кількістю голів, забитих за національну збірну — 109
- Найкращий футболіст Азії: 1999
- Найкращий бомбардир світу: 1996, 2004 (приз IFFHS, вручається гравцеві, який забив найбільшу кількість голів у матчах національної збірної та міжнародних кубкових турнірах).
- Найкращий бомбардир Кубка Азії: 1996 р. (8 м'ячів)
- Найкращий бомбардир Азійських ігор: 1998 р. (9 м'ячів)
- Володар рекорду за кількістю забитих м'ячів за збірну в офіційних іграх за один календарний рік: 1996 (20 м'ячів, з урахуванням товариських — 22 м'яча).
- Займає 7 місце серед гравців Азії XX століття в рейтингу IFFHS.
- Найкращий бомбардир чемпіонату Ірану: 2004

### Тренерські
- Чемпіон Ірану: 2006/07
- Володар Кубка Ірану: 2009/10, 2010/11, 2016/17